# Gottfried Boklund
Gottfried Leonard Boklund, född 2 december 1842 i Gävle, död 1 maj 1902 i Stockholm, var en svensk ingenjör. 
Boklund bedrev praktiska och teoretiska ingenjörsstudier 1858–1865, var anställd vid Sammanbindningsbanan genom Stockholm 1865–1868 och vid Stockholms stads gatu- och kloakbyggnader 1868–1870. Han var ingenjör och arbetschef vid Gävle stads gatu- och kloakbyggnader och för nya stadsplanens ordnande efter 1869 års brand 1870–1886, tillika ingenjör vid Gävle stads vattenledningsverk 1882–1886 och Gävle stads byggnadschef 1886–1893. Han var ledamot av Södertälje stads byggnadsnämnd 1894–1897, chefsingenjör och kontrollant vid Falu stads vattenlednings- och kloakbyggnader 1897–1899 samt konsulterande ingenjör i Stockholm, i väg- och vattenbyggnadsfacket och rörande stadsplaners ordnande från 1900.